# Maarit Lalli
Maarit Lalli (ur. 4 kwietnia 1964 w Raumie) – fińska reżyserka, producentka i scenarzystka filmowa.

## Zaraz osiemnastka
3 lutego 2012 roku Lalli wygrała trzy nagrody Jussi za swój pierwszy film pełnometrażowy Zaraz osiemnastka w kategoriach: najlepszy film, najlepszy reżyser i najlepszy scenariusz. Scenariusz do filmu stworzyła Lalli wraz ze swoim synem Henrikiem Mäkim-Tanilą, który także wystąpił w produkcji jako jeden z głównych aktorów. Przed rozpoczęciem kariery filmowej była znana głównie z filmów krótkometrażowych i pracy w telewizji.

## Przyszłe projekty
Obecnie Lalli pracuje nad dwoma projektami. Honeybunnies będzie poświęcony życiu ludzi uzależnionych od seksu, a Le Grand Sancy będzie się skupiać na Aurorze Karamzinie, fince uważanej za najbogatszą kobietę dziewiętnastowiecznej Europy.

## Filmografia

### Filmy pełnometrażowe
- Zaraz osiemnastka (Kohta 18, 2012) reżyserka, producentka, scenarzystka, operatorka, montażystka

### Filmy krótkometrażowe
- Suojaviiva (1995) reżyserka, scenarzystka
- Legio (1997) reżyserka, scenarzystka
- Rippeitä (1999) reżyserka, scenarzystka
- Kovat miehet (1999) reżyserka
- Saaren vangit (2002) reżyserka, scenarzystka
- Järvi (2006) reżyserka
- Keinu kanssain (2009) reżyserka, scenarzystka

### Telewizja
- Tie Eedeniin (2003) reżyserka
- Käenpesä (2005–2006) reżyserka
- Sydänjää (2007–2010) reżyserka